# Chaetonodexodes vanderwulpi
Chaetonodexodes vanderwulpi är en tvåvingeart som först beskrevs av Townsend 1892.  Chaetonodexodes vanderwulpi ingår i släktet Chaetonodexodes och familjen parasitflugor. Inga underarter finns listade i Catalogue of Life.